# Afroconema
Afroconema is een geslacht van rechtvleugeligen uit de familie sabelsprinkhanen (Tettigoniidae). De wetenschappelijke naam van dit geslacht is voor het eerst geldig gepubliceerd in 1993 door Gorochov.

## Soorten
Het geslacht Afroconema  is monotypisch en omvat slechts de volgende soort:
- Afroconema pravdini (Gorochov, 1993)